# Шеренін Юрій Леонідович
Юрій Леонідович Шеренін (нар. 28 серпня 1957, смт Приазовське, тепер Приазовського району Запорізької області) — український діяч, начальник управління юстиції міста Севастополя, голова Севастопольського апеляційного адміністративного суду. Народний депутат України 2-го скликання. Кандидат юридичних наук (2012).

## Біографія
Народився у родині робітників.
У вересні 1974 — грудні 1977 року — учень Калінінградського морехідного училища РРФСР, радіотехнік.
У січні — березні 1978 року — електрорадіонавігатор-гідроакустик, у березні — липні 1978 року — радіооператор, начальник радіостанції НПС «Іхтіандр». У вересні — листопаді 1978 року — начальник радіостанції підмінної команди, у листопаді — грудні 1978 року — начальник радіостанції СРТМ «З.Мустакімов». У грудні 1978 — червні 1979 року — начальник-командир радіостанції Р/с 300, у червні 1979 — квітні 1980 року — радіооператор радіостанції НПС «Іхтіандр». У квітні — червні 1980 року — начальник радіостанції Р/с 300, у червні — листопаді 1980 року — начальник радіостанції РПС «Гідронавт», у листопаді 1980 — лютому 1981 року — радіооператор НПС «Хронометр». У лютому 1981 — вересні 1982 року — начальник радіостанції РС-300. У вересні 1982 — серпні 1983 року — начальник радіостанції РПС «Гордий». У серпні 1983 — червні 1984 року — начальник радіостанції РПС «Дивний».
У червні 1984 — серпні 1986 року — судновий радіомонтажник «Дослідного виробництва» Севастопольського експериментально-конструкторського бюро з підводних досліджень (база «Гідронавт»). Член КПРС.
У вересні 1986 — січні 1989 року — старший юрисконсульт, юрисконсульт заводоуправління Севастопольського заводу «Південреммаш».
У 1988 році заочно закінчив Харківський юридичний інститут імені Дзержинського, юрист.
У січні 1989 — квітні 1990 року — інструктор організаційного відділу Ленінського районного комітету КПУ міста Сімферополя.
У квітні 1990 — листопаді 1992 року — народний суддя Балаклавського районного народного суду міста Севастополя.
У листопаді 1992 — квітні 1994 року — начальник управління юстиції міста Севастополя.
Народний депутат України з .04.1994 (2-й тур) до .04.1998, Гагарінський виборчий округ № 44, місто Севастополь. Голова підкомітету з питань конституційцної реформи Комітету з питань правової політики і судово-правової реформи. Член фракції «Соціально-ринковий вибір».
У 1995—1998 роках — член Вищої кваліфікаційної комісії суддів України.
У січні 1996 — квітні 1997 року — член виконавчого комітету Ліберальної партії України.
У травні 1998 — червні 2001 року — суддя, голова Арбітражного суду Автономної Республіки Крим. У червні 2001 — лютому 2007 року — голова Господарського суду Автономної Республіки Крим. З листопада 2005 року — суддя (безстроково)
У червні 2007—2014 року — голова Севастопольського апеляційного адміністративного суду.
З 2014 року працював головою т. зв. «Севастопольского апелляционного административного суда» РФ.

## Нагороди та відзнаки
- орден «За заслуги» ІІІ-го ст. (.10.2003)[2]
- заслужений юрист України (.10.1997)[3]
- суддя 2-го класу (1998).

Нагороджений пам'ятною медаллю Верховної Ради України «Десять років незалежності України» (2001), грамотою Ради суддів України (2008), Подякою Президента України за вагомий особистий внесок у розбудову Української держави та зміцнення її незалежності (2009). У грудні 2010 року нагороджений дипломом та пам'ятною медаллю Вищого адміністративного суду України за вагомий внесок у розвиток адміністративної юстиції і з нагоди п'ятої річниці запровадження адміністративного судочинства в Україні.